# 簡牛凡夫
簡牛 凡夫（かんぎゅう つねお、1894年（明治27年）1月10日 - 1973年（昭和48年）5月21日）は、日本の政治家。衆議院議員（5期）、大蔵政務次官、可也村長を歴任した。

## 来歴
1894年、福岡県糸島郡可也村に生まれる。父・簡牛俊介は地元の有力者で実業家。上京して旧制海城中学校を卒業後、早稲田大学政治経済学部に入学する。在学中は茂木久平等と自由協会を組織して労働運動に関与すると共に、同じ福岡県出身で先輩の中野正剛に影響を受けた。大学卒業後ドイツに留学して農村問題を研究し、帰国した後は逓信省嘱託として勤務した。
1930年の第17回衆議院議員総選挙において福岡県第1区から与党・立憲民政党の候補として出馬し、初当選する。1931年12月、政友会との協力内閣運動の失敗を受け党重鎮の安達謙蔵や先輩格の中野らと共に民政党から離党する。翌1932年2月の第18回衆議院議員総選挙には無所属で立候補したが落選。一時的に国政を退き、郷里の可也村長を務める。その後1937年の第20回衆議院議員総選挙に再び無所属で立候補し、返り咲きを果す。1938年、政治家の再教育を目的とした大日本運動（常任顧問：今泉定助）結成に参加する。1939年7月、立憲政友会革新派（政友会革新同盟）に入党し、懲罰委員会理事に就任。翌1940年の政党解消後は大政翼賛会に参加し、翼賛会総務・錬成部長を務める。1942年の翼賛選挙には翼賛政治体制協議会の推薦候補として立候補したが落選した。
戦後公職追放を受け実業界に転身、津上製作所副社長を務める。1956年11月、緒方竹虎・熊谷憲一の死去に伴う衆議院福岡１区補欠選挙に自由民主党から立候補し当選。以後1958年・1960年の衆院選と三選し、衆院運輸委員長・大蔵政務次官・自民党政務調査会副会長を歴任する。1963年の衆院選では落選し、政界を引退。1973年、福岡市にて死去（享年79）。

## 家族
父・簡牛俊介(1931年没)は可也村村長（1908-1914）のほか、明治39年（1906年）には北筑軌道を発起し、明治44年（1911年）には松永安左衛門や福沢桃介らと唐津軌道を設立し取締役に就任した。そのほか、前原運送店代表、糸島土木工業社長、北九州信託社長、北筑興業取締役、糸島郡養鶏販売購買利用組合理事、糸島郡教育会理事など数多くの要職を務めた。